# UEFA Champions League 2012–13
UEFA Champions League 2012–13  là giải đấu cao nhất lần thứ 58 dành cho các câu lạc bộ do UEFA tổ chức, và là mùa giải thứ 21 theo thể thức và tên gọi của UEFA Champions League.
Trận chung kết của mùa giải sẽ được tổ chức tại sân vận động Wembley ở thủ đô Luân Đôn, Anh. 2013 là năm kỉ niệm năm thứ 150 ngày ra đời của hiệp hội bóng đá Anh, tổ chức bóng đá lâu đời nhất thế giới. Đây sẽ là trận chung kết lần thứ 7 được tổ chức ở sân Wembley (tính cả sân cũ). Chelsea là đội đương kim vô địch của giải đấu nhưng không thể vượt qua được vòng bảng, qua đó trở thành đội đương kim vô địch đầu tiên của giải đấu không qua được vòng bảng.

## Phân bổ đội bóng tham dự
Có tất cả 76 đội bóng tham dự mùa giải 2012–13, đến từ 52 hiệp hội bóng đá quốc gia của UEFA. Số đội bóng tham dự ở mỗi quốc gia được dựa vào bảng tính điểm xếp hạng theo bảng tính điểm của UEFA:
- Hiệp hội xếp từ 1–3 có 4 đội tham dự.
- Hiệp hội xếp từ vị trí 4–6 có 3 đội tham dự.
- Hiệp hội xếp từ vị trí 7–15 có 2 đội tham dự.
- Hiệp hội xếp từ vị trí 16-53 (trừ Liechtenstein) có 1 đội tham dự.

Đội đương kim vô địch Chelsea dù kết thúc mùa mùa giải 2011-12, tuy nằm ngoài top 4 nhưng theo luật vẫn được tham dự giải đấu.

### Thể thức thi đấu
Vòng loại đầu tiên (4 đội bóng)
- 4 câu lạc bộ vô địch quốc gia của các liên đoàn hạng 50-53

Vòng loại thứ hai (34 đội bóng)
- 2 câu lạc bộ vượt qua vòng loại thứ nhất
- 32 câu lạc bộ vô địch của các liên đoàn hạng 17-49 (trừ Liechtenstein)

Vòng loại thứ ba cho các câu lạc bộ vô địch (quốc gia) (20 đội bóng)
- 17 câu lạc bộ vượt qua vòng loại thứ hai
- 3 câu lạc bộ vô địch của các liên đoàn hạng 14-16

Vòng loại thứ ba cho các câu lạc bộ không vô địch (10 đội bóng)
- 9 câu lạc bộ á quân của các liên đoàn hạng 7-15
- Câu lạc bộ hạng ba liên đoàn hạng 6

Vòng loại cuối cùng cho các câu lạc bộ vô địch (10 đội bóng)
- 10 câu lạc bộ vượt qua vòng loại thứ ba (cho các câu lạc bộ vô địch)

Vòng loại cuối cùng cho các câu lạc bộ không vô địch quốc gia (10 đội bóng)
- 5 câu lạc bộ vượt qua vòng loại thứ ba (cho các câu lạc bộ không vô địch)
- 2 câu lạc bộ hạng ba của các liên đoàn hạng 4 và 5
- 3 câu lạc bộ hạng tư của các liên đoàn hạng 1-3

Vòng đấu bảng (32 đội bóng)
- 5 câu lạc bộ vượt qua vòng loại cuối cùng (cho các câu lạc bộ vô địch)
- 5 câu lạc bộ vượt qua vòng loại cuối cùng (cho các câu lạc bộ không vô địch)
- 13 câu lạc bộ vô địch của các liên đoàn hạng 1-13
- 6 câu lạc bộ hạng nhì của các liên đoàn hạng 1-6
- 3 câu lạc bộ hạng ba của các liên đoàn hạng 1-3

## Các vòng đấu loại
Trong hệ thống Champions League mới, vòng đấu loại sẽ chia ra làm hai nhánh. Một nhánh dành cho các câu lạc bộ vô địch quốc gia và nhánh còn lại là các câu lạc bộ không phải vô địch quốc gia nhưng giành được có quyền tham dự vòng loại. Việc phân nhánh này sẽ giúp cho các câu lạc bộ vô địch quốc gia ở những liên đoàn không mạnh có nhiều cơ hội lọt vào vòng đấu bảng Champions League hơn.
Ở cả hai nhánh, những đội bị loại ở vòng loại thứ ba sẽ xuống chơi ở vòng loại trực tiếp của UEFA Europa League, còn những đội bị loại ở vòng loại cuối cùng chơi ở vòng bảng của UEFA Europa League.

### Vòng loại thứ nhất
Lễ bốc thăm vòng loại thứ nhất và vòng loại thứ hai diễn ra vào ngày 25 tháng 6 năm 2012. Lượt trận đầu tiên nhất diễn ra vào ngày 3 tháng 7 và lượt trận thứ hai diễn ra vào ngày 10 tháng 7 năm 2012.
| Đội 1         | TTS         | Đội 2        | Lượt đi | Lượt về      |
| ------------- | ----------- | ------------ | ------- | ------------ |
| F91 Dudelange | 11–0        | Tre Penne    | 7–0     | 4–0          |
| Valletta      | 9–0         | Lusitanos    | 8–0     | 1–0          |
| Linfield      | 0–0 (4-3 p) | B36 Tórshavn | 0–0     | 0–0 (s.h.p.) |

### Vòng loại thứ hai
Lượt trận thứ nhất diễn ra ngày 17 và 18 tháng 7 trong khi lượt trận thứ hai diễn ra ngày 24 và 25 tháng 7 năm 2012.
| Đội 1               | TTS     | Đội 2               | Lượt đi | Lượt về      |
| ------------------- | ------- | ------------------- | ------- | ------------ |
| Skënderbeu Korçë    | 1–3     | Debrecen            | 1–0     | 0–3          |
| Maribor             | 6–2     | Željezničar         | 4–1     | 2–1          |
| Žilina              | 1–2     | Ironi Kiryat Shmona | 1–0     | 0–2          |
| BATE Borisov        | 3–2     | Vardar              | 3–2     | 0–0          |
| AEL Limassol        | 3–0     | Linfield            | 3–0     | 0–0          |
| Shamrock Rovers     | 1–2     | Ekranas             | 0–0     | 1–2          |
| Flora Tallinn       | 0–5     | Basel               | 0–2     | 0–3          |
| The New Saints      | 0–3     | Helsingborg         | 0–0     | 0–3          |
| HJK                 | 9–1     | KR                  | 7–0     | 2–1          |
| Molde               | 4–1     | Ventspils           | 3–0     | 1–1          |
| F91 Dudelange       | 4–4 (a) | Red Bull Salzburg   | 1–0     | 3–4          |
| Slovan Liberec      | 2–1     | Shakhter Karagandy  | 1–0     | 1–1 (s.h.p.) |
| Ludogorets Razgrad  | 3–4     | Dinamo Zagreb       | 1–1     | 2–3          |
| Neftchi Baku        | 5–2     | Zestafoni           | 3–0     | 2–2          |
| Ulisses             | 0–2     | Sheriff Tiraspol    | 0–1     | 0–1          |
| Valletta            | 2–7     | Partizan            | 1–4     | 1–3          |
| Budućnost Podgorica | 1–2     | Śląsk Wrocław       | 0–2     | 1–0          |

### Vòng loại thứ ba
| Đội 1               | TTS             | Đội 2           | Lượt đi         | Lượt về         |                 |
| Champions Route     | Champions Route | Champions Route | Champions Route | Champions Route | Champions Route |
| ------------------- | --------------- | --------------- | --------------- | --------------- | --------------- |
| Maribor             | 5–1             | F91 Dudelange   | 4–1             | 1–0             |                 |
| BATE Borisov        | 3–1             | Debrecen        | 1–1             | 2–0             |                 |
| CFR Cluj            | 3–1             | Slovan Liberec  | 1–0             | 2–1             |                 |
| Anderlecht          | 11–0            | Ekranas         | 5–0             | 6–0             |                 |
| Śląsk Wrocław       | 1–6             | Helsingborg     | 0–3             | 1–3             |                 |
| Sheriff Tiraspol    | 0–5             | Dinamo Zagreb   | 0–1             | 0–4             |                 |
| Celtic              | 4–1             | HJK             | 2–1             | 2–0             |                 |
| Molde               | 1–2             | Basel           | 0–1             | 1–1             |                 |
| Ironi Kiryat Shmona | 6–2             | Neftchi Baku    | 4–0             | 2–2             |                 |
| AEL Limassol        | 2–0             | Partizan        | 1–0             | 1–0             |                 |
| League Route        |                 |                 |                 |                 |                 |
| Fenerbahçe          | 5–2             | Vaslui          | 1–1             | 4–1             |                 |
| Motherwell          | 0–5             | Panathinaikos   | 0–2             | 0–3             |                 |
| Copenhagen          | 3–2             | Club Brugge     | 0–0             | 3–2             |                 |
| Dynamo Kyiv         | 3–1             | Feyenoord       | 2–1             | 1–0             |                 |

## Vòng bảng
Có tổng cộng 32 câu lạc bộ tham gia vòng đấu bảng. Các đội bóng được phân thành 4 nhóm, dựa trên hệ số UEFA. 32 câu lạc bộ này được bốc thăm chia thành 8 bảng 4 đội vào 26 tháng 8. Các đội bóng cùng nhóm hoặc cùng quốc gia không được xếp chung bảng.
Màu sắc dùng trong bảng:
|  | Đội được giành quyền vào vòng 1/8, tên in đậm.                           |
|  | Đội bị loại ở vòng bảng, xuống chơi ở Europa League, tên in đậm nghiêng. |
|  | Đội bị loại ở vòng bảng, phải ra khỏi cuộc chơi, tên in nghiêng.         |

### Bảng A
| Đội                 | Tr | T | H | B | BT | BB | HS  | Đ  |
| ------------------- | -- | - | - | - | -- | -- | --- | -- |
| Paris Saint-Germain | 6  | 5 | 0 | 1 | 14 | 3  | +11 | 15 |
| Porto               | 6  | 4 | 1 | 1 | 10 | 4  | +6  | 13 |
| Dynamo Kyiv         | 6  | 1 | 2 | 3 | 6  | 10 | −4  | 5  |
| Dinamo Zagreb       | 6  | 0 | 1 | 5 | 1  | 14 | −13 | 1  |

|                     | DZ  | DK  | PSG | POR |
| ------------------- | --- | --- | --- | --- |
| Dinamo Zagreb       | —   | 1–1 | 0–2 | 0–2 |
| Dynamo Kyiv         | 2–0 | —   | 0–2 | 0–0 |
| Paris Saint-Germain | 4–0 | 4–1 | —   | 2–1 |
| Porto               | 3–0 | 3–2 | 1–0 | —   |

### Bảng B
| Đội         | Tr | T | H | B | BT | BB | HS | Đ  |
| ----------- | -- | - | - | - | -- | -- | -- | -- |
| Schalke 04  | 6  | 3 | 3 | 0 | 10 | 6  | +4 | 12 |
| Arsenal     | 6  | 3 | 1 | 2 | 10 | 8  | +2 | 10 |
| Olympiacos  | 6  | 3 | 0 | 3 | 9  | 9  | 0  | 9  |
| Montpellier | 6  | 0 | 2 | 4 | 6  | 12 | −6 | 2  |

|             | ARS | MNP | OLY | SCH |
| ----------- | --- | --- | --- | --- |
| Arsenal     | —   | 2–0 | 3–1 | 0–2 |
| Montpellier | 1–2 | —   | 1–2 | 1–1 |
| Olympiacos  | 2–1 | 3–1 | —   | 1–2 |
| Schalke 04  | 2–2 | 2–2 | 1–0 | —   |

### Bảng C
| Đội                  | Tr | T | H | B | BT | BB | HS | Đ  |
| -------------------- | -- | - | - | - | -- | -- | -- | -- |
| Málaga               | 6  | 3 | 3 | 0 | 12 | 5  | +7 | 12 |
| Milan                | 6  | 2 | 2 | 2 | 7  | 6  | +1 | 8  |
| Zenit St. Petersburg | 6  | 2 | 1 | 3 | 6  | 9  | −3 | 7  |
| Anderlecht           | 6  | 1 | 2 | 3 | 4  | 9  | −5 | 5  |

|                      | AND | MAL | MIL | ZEN |
| -------------------- | --- | --- | --- | --- |
| Anderlecht           | —   | 0–3 | 1–3 | 1–0 |
| Málaga               | 2–2 | —   | 1–0 | 3–0 |
| Milan                | 0–0 | 1–1 | —   | 0–1 |
| Zenit St. Petersburg | 1–0 | 2–2 | 2–3 | —   |

### Bảng D
| Đội               | Tr | T | H | B | BT | BB | HS | Đ  |
| ----------------- | -- | - | - | - | -- | -- | -- | -- |
| Borussia Dortmund | 6  | 4 | 2 | 0 | 11 | 5  | +6 | 14 |
| Real Madrid       | 6  | 3 | 2 | 1 | 15 | 9  | +6 | 11 |
| Ajax              | 6  | 1 | 1 | 4 | 8  | 16 | −8 | 4  |
| Manchester City   | 6  | 0 | 3 | 3 | 7  | 11 | −4 | 3  |

|                   | AJA | BD  | MC  | RM  |
| ----------------- | --- | --- | --- | --- |
| Ajax              | —   | 1–4 | 3–1 | 1–4 |
| Borussia Dortmund | 1–0 | —   | 1–0 | 2–1 |
| Manchester City   | 2–2 | 1–1 | —   | 1–1 |
| Real Madrid       | 4–1 | 2–2 | 3–2 | —   |

### Bảng E
| Đội              | Tr | T | H | B | BT | BB | HS  | Đ  |
| ---------------- | -- | - | - | - | -- | -- | --- | -- |
| Juventus         | 6  | 3 | 3 | 0 | 12 | 4  | +8  | 12 |
| Shakhtar Donetsk | 6  | 3 | 1 | 2 | 12 | 8  | +4  | 10 |
| Chelsea          | 6  | 3 | 1 | 2 | 16 | 10 | +6  | 10 |
| Nordsjælland     | 6  | 0 | 1 | 5 | 4  | 22 | −18 | 1  |

|                  | CHL | JUV | NSJ | SHK |
| ---------------- | --- | --- | --- | --- |
| Chelsea          | —   | 2–2 | 6–1 | 3–2 |
| Juventus         | 3–0 | —   | 4–0 | 1–1 |
| Nordsjælland     | 0–4 | 1–1 | —   | 2–5 |
| Shakhtar Donetsk | 2–1 | 0–1 | 2–0 | —   |

### Bảng F
| Đội           | Tr | T | H | B | BT | BB | HS | Đ  |
| ------------- | -- | - | - | - | -- | -- | -- | -- |
| Bayern Munich | 6  | 4 | 1 | 1 | 15 | 7  | +8 | 13 |
| Valencia      | 6  | 4 | 1 | 1 | 12 | 5  | +7 | 13 |
| BATE Borisov  | 6  | 2 | 0 | 4 | 9  | 15 | −6 | 6  |
| Lille         | 6  | 1 | 0 | 5 | 4  | 13 | −9 | 3  |

|               | BAT | BM  | LIL | VAL |
| ------------- | --- | --- | --- | --- |
| BATE Borisov  | —   | 3–1 | 0–2 | 0–3 |
| Bayern Munich | 4–1 | —   | 6–1 | 2–1 |
| Lille         | 1–3 | 0–1 | —   | 0–1 |
| Valencia      | 4–2 | 1–1 | 2–0 | —   |

### Bảng G
| Đội            | Tr | T | H | B | BT | BB | HS | Đ  |
| -------------- | -- | - | - | - | -- | -- | -- | -- |
| Barcelona      | 6  | 4 | 1 | 1 | 11 | 5  | +6 | 13 |
| Celtic         | 6  | 3 | 1 | 2 | 9  | 8  | +1 | 10 |
| Benfica        | 6  | 2 | 2 | 2 | 5  | 5  | 0  | 8  |
| Spartak Moscow | 6  | 1 | 0 | 5 | 7  | 14 | −7 | 3  |

|                | BAR | SLB | CEL | SPA |
| -------------- | --- | --- | --- | --- |
| Barcelona      | —   | 0–0 | 2–1 | 3–2 |
| Benfica        | 0–2 | —   | 2–1 | 2–0 |
| Celtic         | 2–1 | 0–0 | —   | 2–1 |
| Spartak Moscow | 0–3 | 2–1 | 2–3 | —   |

### Bảng H
| Đội               | Tr | T | H | B | BT | BB | HS | Đ  |
| ----------------- | -- | - | - | - | -- | -- | -- | -- |
| Manchester United | 6  | 4 | 0 | 2 | 9  | 6  | +3 | 12 |
| Galatasaray       | 6  | 3 | 1 | 2 | 7  | 6  | +1 | 10 |
| CFR Cluj          | 6  | 3 | 1 | 2 | 9  | 7  | +2 | 10 |
| Braga             | 6  | 1 | 0 | 5 | 7  | 13 | −6 | 3  |

|                   | BRA | CFR | GAL | MU  |
| ----------------- | --- | --- | --- | --- |
| Braga             | —   | 0–2 | 1–2 | 1–3 |
| CFR Cluj          | 3–1 | —   | 1–3 | 1–2 |
| Galatasaray       | 0–2 | 1–1 | —   | 1–0 |
| Manchester United | 3–2 | 0–1 | 1–0 | —   |

## Vòng đấu loại trực tiếp

### Sơ đồ tóm tắt
|  | Vòng 16 đội         | Vòng 16 đội       | Vòng 16 đội | Vòng 16 đội |   |                     | Tứ kết | Tứ kết | Tứ kết | Tứ kết |  |                   | Bán kết | Bán kết | Bán kết | Bán kết |                   |   | Chung kết | Chung kết |
|  |                     |                   |             |             |   |                     |        |        |        |        |  |                   |         |         |         |         |                   |   |           |           |
|  | Porto               | 1                 | 0           | 1           |   |                     |        |        |        |        |  |                   |         |         |         |         |                   |   |           |           |
|  | Málaga              | 0                 | 2           | 2           |   |                     |        |        |        |        |  |                   |         |         |         |         |                   |   |           |           |
|  | Málaga              | 0                 | 2           | 2           |   | Málaga              | 0      | 2      | 2      |        |  |                   |         |         |         |         |                   |   |           |           |
|  |                     |                   |             |             |   | Málaga              | 0      | 2      | 2      |        |  |                   |         |         |         |         |                   |   |           |           |
|  |                     | Borussia Dortmund | 0           | 3           | 3 |                     |        |        |        |        |  |                   |         |         |         |         |                   |   |           |           |
|  | Shakhtar Donetsk    | Borussia Dortmund | 0           | 3           | 3 | 2                   | 0      | 2      |        |        |  |                   |         |         |         |         |                   |   |           |           |
|  | Shakhtar Donetsk    |                   |             |             |   | 2                   | 0      | 2      |        |        |  |                   |         |         |         |         |                   |   |           |           |
|  | Borussia Dortmund   | 2                 | 3           | 5           |   |                     |        |        |        |        |  |                   |         |         |         |         |                   |   |           |           |
|  | Borussia Dortmund   | 2                 | 3           | 5           |   |                     |        |        |        |        |  | Borussia Dortmund | 4       | 0       | 4       |         |                   |   |           |           |
|  |                     |                   |             |             |   |                     |        |        |        |        |  | Borussia Dortmund | 4       | 0       | 4       |         |                   |   |           |           |
|  |                     | Real Madrid       | 1           | 2           | 3 |                     |        |        |        |        |  |                   |         |         |         |         |                   |   |           |           |
|  | Real Madrid         | Real Madrid       | 1           | 2           | 3 | 1                   | 2      | 3      |        |        |  |                   |         |         |         |         |                   |   |           |           |
|  | Real Madrid         |                   |             |             |   | 1                   | 2      | 3      |        |        |  |                   |         |         |         |         |                   |   |           |           |
|  | Manchester United   | 1                 | 1           | 2           |   |                     |        |        |        |        |  |                   |         |         |         |         |                   |   |           |           |
|  | Manchester United   | 1                 | 1           | 2           |   | Real Madrid         | 3      | 2      | 5      |        |  |                   |         |         |         |         |                   |   |           |           |
|  |                     |                   |             |             |   | Real Madrid         | 3      | 2      | 5      |        |  |                   |         |         |         |         |                   |   |           |           |
|  |                     | Galatasaray       | 0           | 3           | 3 |                     |        |        |        |        |  |                   |         |         |         |         |                   |   |           |           |
|  | Galatasaray         | Galatasaray       | 0           | 3           | 3 | 1                   | 3      | 4      |        |        |  |                   |         |         |         |         |                   |   |           |           |
|  | Galatasaray         |                   |             |             |   | 1                   | 3      | 4      |        |        |  |                   |         |         |         |         |                   |   |           |           |
|  | Schalke 04          | 1                 | 2           | 3           |   |                     |        |        |        |        |  |                   |         |         |         |         |                   |   |           |           |
|  | Schalke 04          | 1                 | 2           | 3           |   |                     |        |        |        |        |  |                   |         |         |         |         | Borussia Dortmund | 1 |           |           |
|  |                     |                   |             |             |   |                     |        |        |        |        |  |                   |         |         |         |         |                   | 1 |           |           |
|  |                     | Bayern Munich     | 2           |             |   |                     |        |        |        |        |  |                   |         |         |         |         |                   |   |           |           |
|  | Arsenal             | Bayern Munich     | 2           | 1           | 2 | 3                   |        |        |        |        |  |                   |         |         |         |         |                   |   |           |           |
|  | Arsenal             |                   |             | 1           | 2 | 3                   |        |        |        |        |  |                   |         |         |         |         |                   |   |           |           |
|  | Bayern Munich (a)   | 3                 | 0           | 3           |   |                     |        |        |        |        |  |                   |         |         |         |         |                   |   |           |           |
|  | Bayern Munich (a)   | 3                 | 0           | 3           |   | Bayern Munich       | 2      | 2      | 4      |        |  |                   |         |         |         |         |                   |   |           |           |
|  |                     |                   |             |             |   | Bayern Munich       | 2      | 2      | 4      |        |  |                   |         |         |         |         |                   |   |           |           |
|  |                     | Juventus          | 0           | 0           | 0 |                     |        |        |        |        |  |                   |         |         |         |         |                   |   |           |           |
|  | Celtic              | Juventus          | 0           | 0           | 0 | 0                   | 0      | 0      |        |        |  |                   |         |         |         |         |                   |   |           |           |
|  | Celtic              |                   |             |             |   | 0                   | 0      | 0      |        |        |  |                   |         |         |         |         |                   |   |           |           |
|  | Juventus            | 3                 | 2           | 5           |   |                     |        |        |        |        |  |                   |         |         |         |         |                   |   |           |           |
|  | Juventus            | 3                 | 2           | 5           |   |                     |        |        |        |        |  | Bayern Munich     | 4       | 3       | 7       |         |                   |   |           |           |
|  |                     |                   |             |             |   |                     |        |        |        |        |  | Bayern Munich     | 4       | 3       | 7       |         |                   |   |           |           |
|  |                     | Barcelona         | 0           | 0           | 0 |                     |        |        |        |        |  |                   |         |         |         |         |                   |   |           |           |
|  | Valencia            | Barcelona         | 0           | 0           | 0 | 1                   | 1      | 2      |        |        |  |                   |         |         |         |         |                   |   |           |           |
|  | Valencia            |                   |             |             |   | 1                   | 1      | 2      |        |        |  |                   |         |         |         |         |                   |   |           |           |
|  | Paris Saint-Germain | 2                 | 1           | 3           |   |                     |        |        |        |        |  |                   |         |         |         |         |                   |   |           |           |
|  | Paris Saint-Germain | 2                 | 1           | 3           |   | Paris Saint-Germain | 2      | 1      | 3      |        |  |                   |         |         |         |         |                   |   |           |           |
|  |                     |                   |             |             |   | Paris Saint-Germain | 2      | 1      | 3      |        |  |                   |         |         |         |         |                   |   |           |           |
|  |                     | Barcelona (a)     | 2           | 1           | 3 |                     |        |        |        |        |  |                   |         |         |         |         |                   |   |           |           |
|  | Milan               | Barcelona (a)     | 2           | 1           | 3 | 2                   | 0      | 2      |        |        |  |                   |         |         |         |         |                   |   |           |           |
|  | Milan               |                   |             |             |   | 2                   | 0      | 2      |        |        |  |                   |         |         |         |         |                   |   |           |           |
|  | Barcelona           | 0                 | 4           | 4           |   |                     |        |        |        |        |  |                   |         |         |         |         |                   |   |           |           |

### Vòng 16 đội
Lễ bốc thăm vòng 16 được tổ chức vào ngày 20 tháng 12 năm 2012. Trận lượt đi các trận đấu vào các ngày 12, 13, 19 và 20 tháng 2, và trận lượt về được đấu vào các ngày 5, 6, 12 và 13 tháng 3 năm 2013.
| Đội 1            | TTS     | Đội 2               | Lượt đi | Lượt về |
| ---------------- | ------- | ------------------- | ------- | ------- |
| Galatasaray      | 4–3     | Schalke 04          | 1–1     | 3–2     |
| Celtic           | 0–5     | Juventus            | 0–3     | 0–2     |
| Arsenal          | 3–3 (a) | Bayern Munich       | 1–3     | 2–0     |
| Shakhtar Donetsk | 2–5     | Borussia Dortmund   | 2–2     | 0–3     |
| Milan            | 2–4     | Barcelona           | 2–0     | 0–4     |
| Real Madrid      | 3–2     | Manchester United   | 1–1     | 2–1     |
| Valencia         | 2–3     | Paris Saint-Germain | 1–2     | 1–1     |
| Porto            | 1–2     | Málaga              | 1–0     | 0–2     |

### Tứ kết
Lễ bốc thăm vòng tứ kết được tổ chức vào ngày 15 tháng 3 năm 2013. Hai trận lượt đi được đấu vào ngày 2 và ngày 3 tháng 4 năm 2013, và hai trận lượt về được đấu vào ngày 9 và ngày 10 tháng 4 năm 2013.
| Đội 1               | TTS     | Đội 2             | Lượt đi | Lượt về |
| ------------------- | ------- | ----------------- | ------- | ------- |
| Málaga              | 2–3     | Borussia Dortmund | 0–0     | 2–3     |
| Real Madrid         | 5–3     | Galatasaray       | 3–0     | 2–3     |
| Paris Saint-Germain | 3–3 (a) | Barcelona         | 2–2     | 1–1     |
| Bayern Munich       | 4–0     | Juventus          | 2–0     | 2–0     |

### Bán kết
Lễ bốc thăm vòng bán kết và cuối cùng (để xác định đội "nhà" cho các mục đích hành chính) được tổ chức vào ngày 12 tháng 4 năm 2013. Hai trận lượt đi được đấu vào ngày 23 và ngày 24 tháng 4, và hai trận lượt về được đấu vào ngày 30 tháng 4 và ngày 01 tháng 5 năm 2013.
| Đội 1             | TTS | Đội 2       | Lượt đi | Lượt về |
| ----------------- | --- | ----------- | ------- | ------- |
| Bayern Munich     | 7–0 | Barcelona   | 4–0     | 3–0     |
| Borussia Dortmund | 4–3 | Real Madrid | 4–1     | 0–2     |

### Lượt đi

#### Bayern Munich v Barcelona
| Bayern Munich                            | 4–0    | Barcelona |
| ---------------------------------------- | ------ | --------- |
| Müller 25', 82' · Gómez 49' · Robben 73' | Report |           |

#### Borussia Dortmund v Real Madrid
| Borussia Dortmund                     | 4–1    | Real Madrid |
| ------------------------------------- | ------ | ----------- |
| Lewandowski 8', 50', 55', 66' (ph.đ.) | Report | Ronaldo 43' |

### Lượt về

#### Real Madrid v Borussia Dortmund
| Real Madrid             | 2–0    | Borussia Dortmund |
| ----------------------- | ------ | ----------------- |
| Benzema 83' · Ramos 88' | Report |                   |

Borussia Dortmund thắng với tổng tỷ số 4–3.

#### Barcelona v Bayern Munich
| Barcelona | 0–3    | Bayern Munich                              |
| --------- | ------ | ------------------------------------------ |
|           | Report | Robben 49' · Piqué 72' (l.n.) · Müller 76' |

Bayern Munich thắng với tổng tỷ số 7–0.

### Chung kết
Trận chung kết diễn ra vào ngày 25 tháng 5 năm 2013 tại Sân vận động Wembley ở Luân Đôn, Anh.
| Borussia Dortmund    | 1–2      | Bayern Munich              |
| -------------------- | -------- | -------------------------- |
| Gündoğan 68' (ph.đ.) | Chi tiết | Mandžukić 60' · Robben 89' |

## Thống kê
Thống kê không bao gồm vòng loại và vòng play-off.
Lưu ý: Người chơi và các đội in đậm vẫn còn thi đấu.
| Hạng | Tên                | Đội                 | Số bàn thắng | Thời gian thi đấu |
| ---- | ------------------ | ------------------- | ------------ | ----------------- |
| 1    | Cristiano Ronaldo  | Real Madrid         | 12           | 1080'             |
| 2    | Robert Lewandowski | Borussia Dortmund   | 10           | 1000'             |
| 3    | Burak Yılmaz       | Galatasaray         | 8            | 767'              |
| 3    | Lionel Messi       | Barcelona           | 8            | 826'              |
| 3    | Thomas Müller      | Bayern Munich       | 8            | 955'              |
| 6    | Oscar              | Chelsea             | 5            | 449'              |
| 6    | Jonas              | Valencia            | 5            | 451'              |
| 6    | Alan               | Braga               | 5            | 492'              |
| 6    | Karim Benzema      | Real Madrid         | 5            | 532'              |
| 6    | Ezequiel Lavezzi   | Paris Saint-Germain | 5            | 572'              |

| Hạng | Tên                    | Đội                 | Số kiến tạo thành bàn | Thời gian thi đấu |
| ---- | ---------------------- | ------------------- | --------------------- | ----------------- |
| 1    | Zlatan Ibrahimović     | Paris Saint-Germain | 7                     | 793'              |
| 2    | Karim Benzema          | Real Madrid         | 5                     | 532'              |
| 2    | Mesut Özil             | Real Madrid         | 5                     | 722'              |
| 2    | Ángel di María         | Real Madrid         | 5                     | 794'              |
| 2    | Mario Götze            | Borussia Dortmund   | 5                     | 887'              |
| 6    | Modou Sougou           | CFR Cluj            | 4                     | 324'              |
| 6    | Olivier Giroud         | Arsenal             | 4                     | 383'              |
| 6    | Wayne Rooney           | Manchester United   | 4                     | 461'              |
| 6    | Christian Eriksen      | Ajax                | 4                     | 540'              |
| 6    | Isco                   | Málaga              | 4                     | 708'              |
| 6    | Franck Ribéry          | Bayern Munich       | 4                     | 763'              |
| 6    | Bastian Schweinsteiger | Bayern Munich       | 4                     | 848'              |
| 6    | Selçuk İnan            | Galatasaray         | 4                     | 900'              |
| 6    | Xavi                   | Barcelona           | 4                     | 946'              |
| 6    | Philipp Lahm           | Bayern Munich       | 4                     | 977'              |